# Alkímia

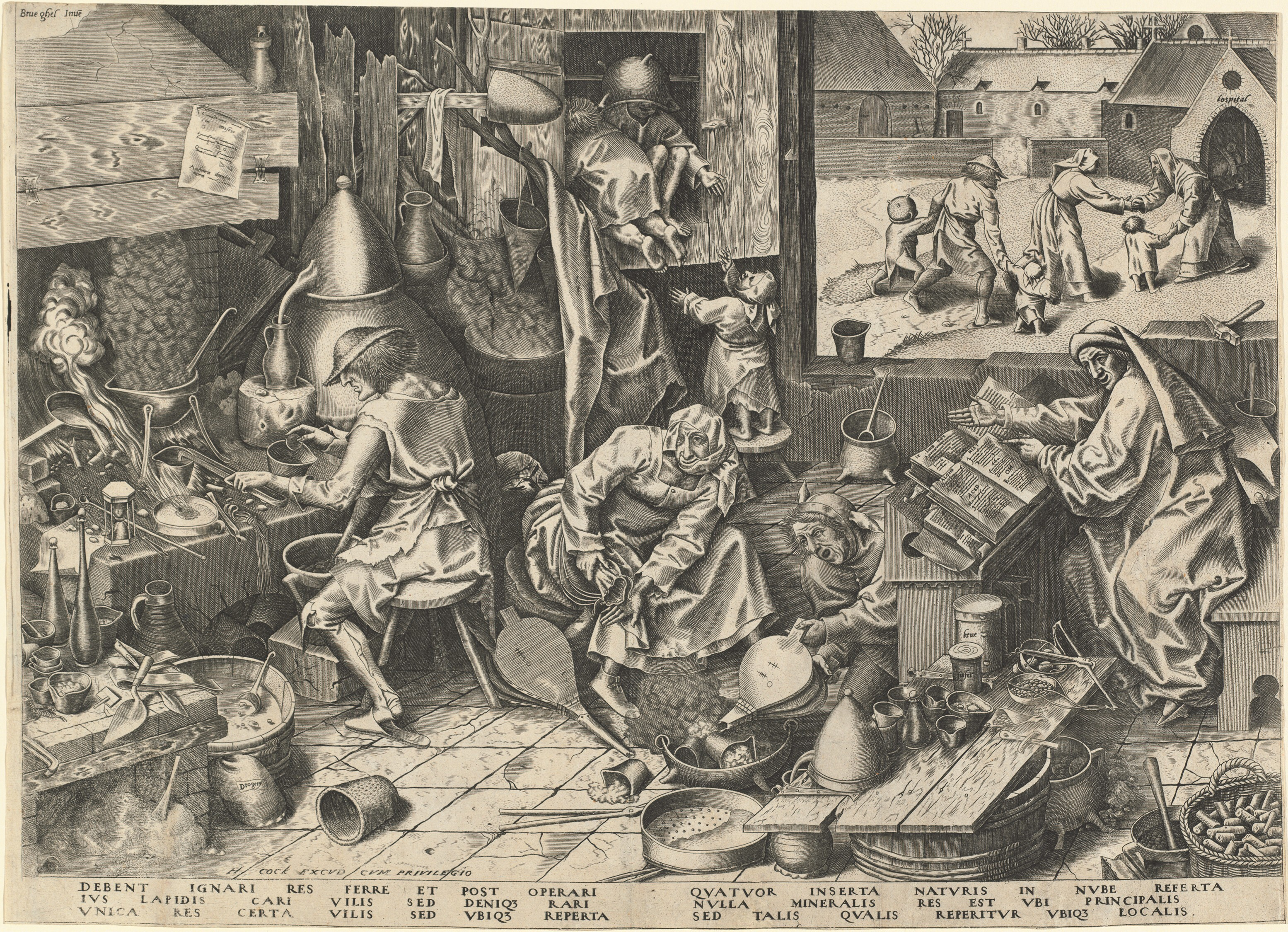
Pieter Bruegel: Az alkimista (1558) Philip Galle metszeteként

Az alkímia a természetfilozófia ősi ága, egy tradicionális tudomány, amely az okok és okozatok józanul felfogott rendjére épül. Valamikor azt a tudományt jelölte, amelyből azóta a kémia lett – ebben az értelemben módszeres kutatást jelent. A középkorban mégis művészetnek nevezték, melynek célja a fémek transzmutációjának létrehozása volt. A metafizika szempontjából általában a lélek megtisztításának, felemelésének, megváltásának és megistenítésének („Opus Magnum”) folyamatait rejti és tárgyalja. A történelem folyamán nem volt állandó alkímiai iskola, hanem egy tág és változékony rendszer létezett, amely mindig hatott az adott kor és hely szellemére.
Nem elhanyagolható azonban az alkímiának az a hatása sem, amelyet a 19. század közepétől-végétől kibontakozó modern, okkult iskolákra gyakorolt, és ezzel párhuzamosan a marxista ihletettségű tudomány-szemléletre. Valójában egyik sem nyújtott segítséget az alkímia valódi újraértelmezésében, felfedezésében, mert mindkét oldalról meglehetős elfogultsággal közelítettek felé, kihasználva vagy éppenséggel pellengérre állítva, mint a "sötét" középkor egyik jellemző érdekességét.
Ez utóbbi szerint három fő célja volt: 
1. az arany előállítása közönséges fémekből a bölcsek kövének segítségével;
2. olyan elixír felkutatása, amely örök életet, pontosabban örök ifjúságot biztosít;
3. olyan módszerek elsajátítása, amellyel mesterségesen életet lehet teremteni, mint a homunkuluszok létrehozása vegyi úton.

Az alkímia mélyebb megértéséhez ennél jóval többre van szükség. Tudni kell, hogy maguk a szerzők - amennyiben fennmaradt néhány komolyan vehető mű - sokszor bevallottan félreértelmezhetően vagy értelmezhetetlenül fogalmaztak, egyrészt, hogy kiemeljék a fizikai-kémiai leírások allegorikus voltát, másrészt pedig a kor tudományos színvonalának megfelelően. Hangsúlyozni kell, hogy maguk az alkímiai tárgyú írások csak a legritkább esetben voltak hivatottak valamely – mai értelemben vett – tudományos eredmény bemutatására.

Néhány elemszimbólum:
1 = ón, 2 = ólom, 3 = arany, 4 = kén, 5 = higany, 6 = ezüst, 7 = vas

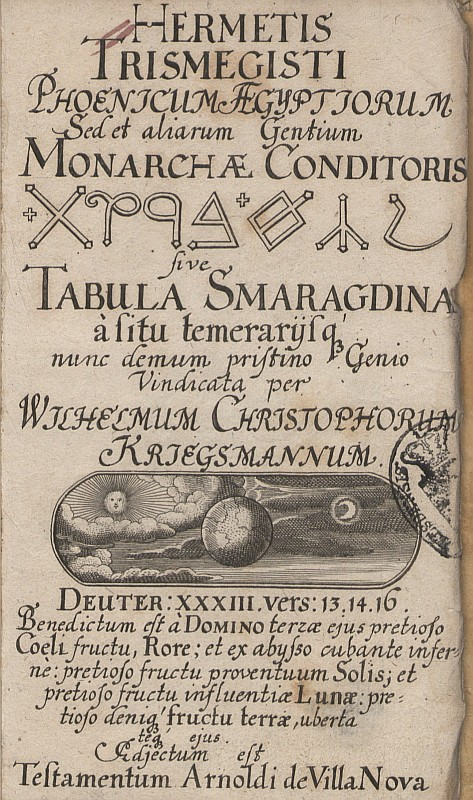
Wilhelm Christoph Kriegsmann a Smaragdtábláról írott könyvének címlapja (Emerald Tablet)

## Etimológia
A nyugaton és a magyarban elterjedt szó a latinból származik, amely pedig az arab الخيمياء kifejezés átirata: „al” névelő + „chemia” szó.

## Története
Az alkímiának Egyiptom volt a bölcsője. Az egyiptomi alkímiáról nagyon keveset tudunk, s a későbbi görög alkímiáról (Kr. u. IV. század) is csak kevés információ maradt meg. A görög alkimisták mesterüknek az állítólag egyiptomi Hermész Triszmegisztoszt vallották. Ezután a Hermész után nevezik a légmentes elzárást hermetikus elzárásnak. Magát az aranycsinálás mesterségét is hermetikus művészetnek hívták.
A rómaiakra is nagyon hatott a rejtelmes egyiptomi alkímia. Diocletianus császár 296-ban elrendelte, hogy el kell égetni minden egyiptomi alkimista könyvet.
A régi Egyiptom alkimistáságát újjáélesztette a 4. században az az alexandriai tudós iskola, amely az aranycsinálásban való jártasságát hirdette, írásai alá pedig híres antik tudósok (mint Platón vagy Püthagorasz) nevét hamisította. Ők származtatják át az alkímiát az arabokra.
Az alkímia második korszaka a 4. század közepe táján kezdődik és ezer esztendőnél tovább tart. A kémia előtudományának a története ekkor az alexandriai iskola működésével kezdődik. Ezt a történetet kezdettől fogva az arany mesterséges előállítására való törekvés jellemzi.
A 8. századtól fogva az alkímiát erősen művelő arabok ismereteinek forrása is Egyiptomból fakad. Az arabok közvetítésével jutott el az alkímia aztán Európába.
A modern kémia az arab alkimistáknak köszönhet sok vegyi eljárást, sokféle vegyület előállítását. Ők állították elő a tömény kénsavat (vitriol olaj), az ezüst-nitrátot (lápisz v. pokolkő), a salétromsavat (a szemcsés lőpor készítéséhez), desztillálással az alkoholt, illetve sokféle gyógyszert.
Az arabok leghíresebb alkimistája – minden idők alkimistái között a legnagyobb kutató – a 8. század második felében a Kúfában élő Dzsábir ibn Hajján (latinul: Geber) volt. Ő volt az első, aki a fémek összetétele dolgában önálló kémiai elméletet állított fel. Ez az elmélet hosszú időn keresztül irányadó volt.
Azt a meggyőződést, hogy a fémek átalakíthatók, a következő tapasztalásokra alapították: ha a vörösrezet cinkércekkel olvasztják össze, aranysárgává válik, ha pedig arzéntartalmú vegyülettel, akkor ezüstfehér lesz. A sárgarézben (réz és cink ötvözete) aranyat, míg a réz–arzén ötvözetben ezüstöt véltek felismerni. A fémek külső sajátságainak megváltozása során tévedtek az alkimisták az anyag megváltozásának gondolatára.
Azt is tapasztalták, hogy a vas, ha cementvízbe (rézgálic-oldat) mártják, rézzé változik, s hogy a galenitből (ólom-szulfid) ólom, emebből pedig ezüst választható le. Hitték, hogy az első esetben a vas rézzé, a másodikban pedig az ólom ezüstté változott át.
Ezekben a tapasztalatokban volt a gyökere az alkimisták ama meggyőződésének, hogy a nem nemes fémek feltétlen bizonyossággal átalakíthatók nemesfémekké, csak meg kell szerezni, csak elő kell állítani azokat a titkos szereket, amelyek ezeket arannyá, ezüstté változtatják.
A legfőbb ilyen titkos szer a bölcsek köve. Az a készítmény, amely tökéletes állapotban használva a nem nemes fémeket arannyá változtatja. A másik varázslatos szer a kis magisztérium (fehér oroszlán), amely a nem nemes fémeket ezüstté változtatja.
Az alkimisták hajthatatlan kitartással dolgoztak rajta, hogy a bölcsek kövére szert tegyenek. Hiszen a bölcsek köve boldogságot és mindentudást is juttat. Felkutatták a természetnek mind a három országát, hogy a bölcsek kövének előállítására való anyagot feltalálják; a beszerzett anyagot azután mindenféle elképzelhető hatásnak kitették. Azért, hogy munkájuknak foganatja legyen, sokszor természetfeletti hatalmakat hívtak rejtelmes, mágikus formulákkal segítségül. Raimundus Lullus szerint a bölcsek köve a tengert is arannyá tudná változtatni, ha nem víz, hanem higany hullámzana benne.
Az alkimista munkában nemcsak hivatásos alkimisták, hanem csalók, szélhámosok is részt vettek, akik az emberek babonás voltát, tudatlanságát, naivitását kihasználva a bölcsek kövének receptjén drága pénzen adtak túl, illetve arany- és ezüstszerű fémeket valódi arany és ezüst nevén adtak el.
Híres alkimista volt Németországban Albertus Magnus. Ő viszont már különbséget tett a fémek közönséges megváltozása és belső átalakulása közt. Ugyancsak nagy alkimista voltak a 13. századi Spanyolországban Raimundus Lullus (1235–1315), Franciaországban Arnoldus Villanovanus  (1235–1312). Ők ketten eszelték ki a bölcsek kövéről azt, hogy annak segítségével az életet is meg lehet hosszabbítani. Villanovanus híres orvos volt és maga is élt a bölcsek kövéből kotyvasztott itallal. A bölcsek köve alkotórészének mondta ugyanis azt a folyadékot, melyet borszeszből készített, s aztán alaposan megfűszerezett. Frissítő, izgató ital volt, s a feltaláló barátja, Raimundus Lullus aqua vitaenak, azaz az élet vizének nevezte el.
Raimundus Lullus legendás, regényes alak és korának nagy tudósa volt. Állítólag ötszáznál több könyvet írt. Azt hirdette, hogy a bölcsek kövét megtalálta, készítette, s hogy aranyat, drágaköveket tud vele csinálni és hosszú életet és ifjúságot tud vele adni. Hívei külön szektát, a lullisták felekezetét alapították, amelyet XI. Gergely pápa kiátkozott. Egész sor nevezetes tudományos felfedezés fűződik az ő nevéhez, pl. a borszesz víztelenítése. Ezek az alkimisták különben is sok megismeréssel gazdagították a tudományt és vizsgálódásaiknak nem egy eredményét ä kémia ma is megbecsüli.
A természettudománynak ilyen értékes művelője volt Villanovanusnak és Lullusnak tulajdonképpen való mestere, az angol Roger Bacon, a híres doctor mirabilis (csodálatos doktor) Ő azoknak egyike, akik a kísérlet útján szerzett tapasztalást a kémiai ismeretek legfontosabb forrásának tartják. Milyen nagy ellentétben volt ez, a korát megelőző, hatalmas kijelentése azzal a meggyőződésével, hogy a bölcsek köve csakugyan van és hogy milliószor nagyobb mennyiségű nem nemes fémet színarannyá tud változtatni. Mint alkimista, a természettudomány történetében nagy hírre és megbecsülésre tett szert. A nagyítóüveg is az ő találmánya. A sugártörésről tett észleletei értékesek, napzárjavításai nevezetesek, filozófiai elmélkedései mélységesek. Ferenc-rendi szerzetes volt s tanítványa, Lullus is az volt. Írásai indexre kerültek s őt magát is fogságba vetették. Nem alkimista voltáért, hanem reformtörekvéseiért kellett tíz évi fogságot szenvednie.
A kémiai tudást tágította a német bencés szerzetes Basilius Valentinus , a legrejtelmesebb alkimista is. Egyrészt megszállott alkimistának tűnik, másrészt meglepően tiszta látású, korához képest fejlett szemléletű tudós, kísérletező, jó megfigyelő. Mint vegyész, sok kémiai felfedezést tett, többek között felfedezte az antimont és nevéhez fűződik a kvantitatív elemzés módszerének kidolgozása. Kísérleteket végzett a mérgekkel, amelyek az egészséges embernek károsak, a betegnek gyógyszerül szolgálhatnak. Hamis vagy igazi írásaiból az tűnik ki, hogy a mérgekről való ismeretnek egyik tudósa, hogy a bölcsek kövének előállítási módját ismerte, s hogy állítólag ő fedezte fel a sósav, az ólomvíz, az ólomcukor előállítását.
A gyógyító alkimisták közt legnagyobb a 16. század híres orvosa, természettudósa, alkimistája: Paracelsus. Kalandos életű, regényes hírű és ezer mesének, legendának hőse. Egyetemi tanár is volt, de szabadszájúsága, új tanítása, forradalmi természete miatt világgá üldözték. Bár lenézte az „aranycsináló” alkimistákat, módszereiket azonban nemcsak ismerte, de át is vette, és ennek alapján új orvosi irányzatot teremtett, az iatrokémiát, amely gyökereiben változtatta meg az orvostudományt. Az általa előírt gyógyszerek azonban tagadhatatlanul alkimista panaceák voltak, túlsúlyban a különféle fémek, elsősorban az arany és a drágakövek szerepeltek bennük. 
Egy-egy írásában az alkímiát bolondságnak, hóbortnak nevezi, de azért azt vallja, hogy bölcsek köve kétségen kívül van, s hogy minden betegséget gyógyító általános orvosság.
A gyógyító alkímiának a híressége az 1580 körül, Brüsszelben született van Helmont is. Neki is sokat köszönhet a vegytani tudomány, ő is értékes vizsgálódásokat végzett s ő is hitt a bölcsek kövében. Azt híresztelte, hogy e kőből egy darabkája van, s hogy a bölcsesség e kavicsával nagy gyógyító eredményeket ért el. A bölcsek kövén kívül még egy más csodás anyagnak, az alkahest-nek a létezésében is hitt. Ennek az alkahestnek az a sajátsága, hogy minden anyag feloldódik benne.
Fejedelmek, hatalmas császárok vetették rá magukat az alkímiára. Abban az időben, amikor Európa szerte a gyógyító alkímia lett uralkodóvá, ezek a hatalmas uralkodók az aranycsináló alkímia elbűvöltjei lettek. VI. Henrik angol király szélhámosnak ült fel és hamis aranypénzt veretett. Rudolf magyar király prágai udvara, ugyanakkor, amikor a nagy Kepler, mint császári csillagjósló élt benne, alkimistáknak volt a fészke.
Rudolf király prágai udvarában híres alkimista volt Jeronimo Scotto  is. Ez a kalandos életű ember szellemek idézésével és mágiával is foglalkozott, de az alkímia volt a fő mestersége.
Az a kitartó munka, melyet az alkimisták céljaik elérésére fordítottak, a tudományra nézve is hasznos volt; pl. Brand (Hamburg) az emberi vizeletben a bölcsek kövét keresvén, előállította a foszfort, vagy Bötlger az akkoriban divatos copfok beporzására való fehér földdel (kaolin) kísérletezve, felfedezte a porcellán előállítását. Az alkimisták működésük közben tömérdek kísérleti anyagot, hatalmas tapasztalatot hordtak össze, s ennek az anyagnak jórésze alkalmas volt rá, hogy tudományos kutatásoknak kiindulópontjául szolgáljon.
Az alkímia Nyugat-Európában lényegében a 17. századig virágzott, amikor is a fejlődő tudomány megfosztotta a hitelétől és utat tört az újabb kutató módszereknek. Az utolsó alkimisták között volt Johann Glauber, aki titkos vegyszerek és gyógyszerek készítéséből élt, és nátriumszulfátot állított elő (Glauber-só), továbbá különféle kloridokat is készített oly módon, hogy fémoxidokat savak hatásának tett ki. Tulajdonképpen vele és a kortársaival kezdődik a kémia és végződik az alkímia.

## Magyarországon
A külföldi alkimisták sikereiről szóló hírek hallatán a magyar urak egy részét is elfogta a kísérletezés láza. A kolostorok, úri lakások egyik szobáját alkimista laboratóriumnak rendezték be. A falakon rejtelmes jelek, jelmondatok, képek: itt a titkos jelekkel ellátott kéznek: a manus philosophica-nak a képe, amott egy másik, melyben az arany és ezüst egyesülése van feltüntetve; a két alakot összetartja a sas.
Híres alkimisták voltak Magyarországon: Melchior Miklós, Erdélyi Dániel, Hunyadi Bánfi János, Laszky Albert, Listi László és István, Csuzi Cseh János, Gömöry Dávid, Wallaskay János stb. Báróczy Sándor 18. századbeli iró, a széppróza mestere is rabja volt az alkímiának. Életének utolsó éveiben az aranycsinálás foglalta el minden idejét. Kazinczynak diadallal mutatott is egy almányi nagyságú rezet, melyről állította, hogy ólomból készítette.
Az alkímiának utolsó magyar képviselői Pápaffy Miklós és Salabszky József. Salabszky újszerű eszközökkel dolgozott, régi recipék szerint. Arra törekedett, hogy olyan tinktúrát állítson elő, amellyel a nem nemes fémeket arannyá lehet átalakítani. Agyaggal bevont retorta-óriásokból, lombikokból, olvasztótégelyekből, hatalmas olvasztó lencserendszerből és különféle készítményekből álló laboratóriumát és latin, francia és német nyelven írt 16-17. századbeli kéziratból és nyomtatványból álló könyvtárát, 1886-ban történt halála után, a kolozsvári tudományegyetem kémiai intézete szerezte meg.

## Nézőpontok az alkímiáról
A felvilágosodás eszméinek térnyerése után az alkímia bizonyos gyakorlati és hibás aspektusai racionalizálódnak, asszimilálódnak egy proto-kémiának nevezhető, kezdeti tudományban. Ennek köszönhető, hogy a tudománytörténetben sokszor csupán babonáktól tarka áltudományként jelenik meg. Erősen kritikus és szűklátókörű nézőpont szerint ma az alkímia közönséges fémek arannyá és ezüstté változtatásának és más kapcsolódó mágikus praktikáknak az áltudománya.
A köztudatban az a nézet vált általánossá, hogy az alkímia csupán a könnyű pénzszerzés és meggazdagodás lehetőségét rejtette magában, egyébként teljesen értelmetlen és haszontalan szemfényvesztés volt. Kétségtelen, hogy az alkímia gyakorlatában igen sok volt a spekuláció, a szélhámoskodás, sokak életét terelte tévútra és váltak hiszékeny áldozatává. Viszont az is tény, hogy a vegyészet, a gyógyszerészet és az orvostudomány nem keveset köszönhet az alkimistáknak. Számos olyan vegyész, gyógyszerész és orvos volt, akik az alkímia módszereit, titokzatos vegyületeit a gyógyítás szolgálatába kívánták állítani. Az egészség megóvását és a hosszú életet biztosító „aqua vitae”-k, a medicinaként is használatos „iható arany” és egyéb fémes vegyületek 
sok mű témájául szolgáltak. Számos olyan orvosi munkát ismerünk, amelynek szerzője nem az alkímia, hanem az orvostudomány területén örökítette meg nevét munkásságával, az alkímia szelleme azonban őket sem hagyta érintetlenül, gyógyeljárásaikon tagadhatatlanul nyomot hagyott az alkímia.
Az alkímia mint tudomány, nem nevezhető egyértelműen sarlatánságnak, mivel elmélete szervesen beilleszkedett kora világképébe, filozófiájába. Gyökerei az antik, részben az arisztotelészi elképzelésben keresendők: minden anyag, így a fémek is a négy fő elemből — a föld, a víz, a levegő és a tűz — épülnek fel. Ilyen alapon logikus az a következtetés, hogy az anyagok akadálytalanul átalakíthatok egymásba, csak az alkotórészek arányát kell megváltoztatni. Ennek elérésére irányultak az alkimista kísérletek, az arany előállítását tűzve ki végső célként. Ugyancsak az arisztotelészi világkép sugallta azt az elképzelést is, hogy a fémek nem önmagukban léteznek, hanem szoros összefüggésben a csillagokkal. Innen ered a fémek égitest szerinti elnevezése, pl. ezüst - hold, arany - nap, higany - Merkúr stb. De számításba vették a szellemek jelenlétét is; minden anyagnak „lelke” van, amely az ideális tulajdonságok hordozója. Ezt a démont kergették, hogy birtokában, annak segítségével eljussanak az arany előállításának ismeretéhez. Az arany „lelkének” anyagi formáját nevezték „bölcsek kövé”-nek.
Az alkímia a ma széles körben elfogadott tudományos felbontás szerint részben egy pszichológiai irányzat előképe, amelyet a 20. században egyrészt Carl Gustav Jung helyezett az érdeklődés homlokterébe, másrészt az összehasonlító vallástudomány úttörője, Mircea Eliade. Amíg Jung a pszichoanalízis elméletébe próbálta az alkímia szimbólum világát beemelni, addig Eliade az alkímia eredetét kutatva próbált meg abból a proto-vallásokra vonatkozó elméleti munkáihoz adalékokat nyerni.
Jung a kollektív tudattalanból származó ősképeket, archetípusokat látta meg az alkímia szimbolikájában, amelyek segítségével az egyén individuációs fejlődésében nehezen megragadható folyamatok válnak leírhatóvá, ezáltal az orvos a páciens saját tudattalanjából (képzelet, álom, hallucináció) előtörő képeket értelmezi amelyekről a tudat nem akar tudomást venni, illetve elutasít. Jung tehát az alkímia metafizikus beavató valóságát figyelmen kívül hagyta mint kutató pszichológus.
Eliade más szemszögből közelít az alkímiai hagyományok felé. Forrásokat sorba véve rendszerez és magyaráz, miközben azt vizsgálja, hogy a kezdeti kohászat mesterfogásaiból, azokra építve, mint megszentelt mesterségből, az anyag (kőzet – érc – fém) átváltoztatásának lépései miképp vezethettek egy később (a szentség és a profán egymástól való eltávolodása szerint) elvonttá váló rítus és eszmerendszer, valamint a korai vallási gyakorlatok irányába. Eliade szerint az alkímia a teremtés tökéletesítésének a korai mestersége.